# خوسيه دانييل ألفاريس
خوسيه دانييل ألفاريس (بالإسبانية: José Daniel Álvarez)‏ (ولد بتاريخ 21 مارس 1975) وهو لاعب كرة قدم أرجنتيني سابق لعب كلاعب وسط.

## المسيرة الكروية
لعب ألفاريس في الأرجنتين وأندورا لعدة أندية أهمها نادي أتليتيكو بيلغرانو ونادي سانتا كولوما.